# Tomasz Sowiński
Tomasz Sowiński (ur. 28 stycznia 1965 w Grudziądzu) – polski polityk, nauczyciel akademicki, ostatni wojewoda gdański i pierwszy wojewoda pomorski.

## Życiorys
Ukończył III Liceum Ogólnokształcące im. Bohaterów Westerplatte w Gdańsku, następnie studia prawnicze na Wydziale Prawa i Administracji Uniwersytetu Gdańskiego i teologię w Gdańskim Instytucie Teologii Katolickiej. Pracował jako asystent na Wydziale Prawa i Administracji Uniwersytetu Gdańskiego oraz katecheta. W 1994 został członkiem zarządu regionu NSZZ „Solidarność”.
W 1994 został radnym i wiceprzewodniczącym rady miasta Gdańska. W latach 1997–1998 pełnił funkcję wiceprezydenta tego miasta. W rządzie Jerzego Buzka zajmował stanowisko wojewody gdańskiego, a następnie pomorskiego. W 2001 wrócił do pracy naukowej, w 2006 obronił na UG doktorat. Pracuje także w Gdańskiej Wyższej Szkole Humanistycznej.
Należał do Ruchu Społecznego AWS, w latach 2002–2006 z ramienia Prawa i Sprawiedliwości zasiadał w radzie miasta Gdańska. Jest prezesem Związku Miast Nadwiślańskich.
Odznaczony m.in. Brązowym Krzyżem Zasługi (2003), Medalem KEN, Złotym Medalem „Za Zasługi dla Obronności Kraju”, Komandorią Missio Reconciliationis i Prywatnym Orderem Świętego Stanisława III klasy.